# Locals parroquials de Santa Maria Magdalena
Els Locals parroquials de Santa Maria Magdalena és una obra postmodernista de Lleida (Segrià) inclosa a l'Inventari del Patrimoni Arquitectònic de Catalunya.

## Descripció
El projecte tenia l'objectiu d'ampliar la parròquia ubicada en un eixample suburbial i així afegir-hi la nova rectoria i alguns locals pels grups de treball.
L'església vella estava, en aquells moments, inacabada donat que mancaven els revestiments de pedra previstos. D'aquesta manera, es veia l'obra vista i podia apreciar-se l'estructura de planta basilical.
Aquest nou edifici es troba en un solar de la cantonada, així que la façana es disposa al carrer lateral. El resultat, doncs, és el costat dret de la façana de l'església amb el volum de la rectoria i la part posterior, cega, amb la nova edificació.
Els cossos de nova construcció presenten uns revestiments de planxes ondulades de fibrociment i finestres emmarcades per dos muntants d'obra vista. La disposició desigual de les finestres a la façana dona certa modernitat recordant així algunes de les obres d'Enric Miralles.
L'austeritat de materials remet directament a la tendència italiana, tant present en l'arquitectura catalana dels anys 70 a partir de la seva introducció per despatxos d'arquitectes com MBM. La senzilla construcció així com l'escassetat de recursos dona una certa contemporaneïtat a l'obra. La manera en què es combina el que és nou i el que és antic crea un diàleg molt interessant en l'immoble.